# Поляков, Юрий Николаевич
Юрий Николаевич Поляков (7 мая 1938, Новочеркасск — 25 июля 2017, Сочи) — советский и российский партийный и государственный деятель, учёный. Первый секретарь Сочинского горкома КПСС (1982—1991), председатель Сочинского городского совета (до 1993), народный депутат РСФСР и РФ (1990—1993), лауреат Государственной премии СССР.

## Биография
В 1960 году окончил Новочеркасский инженерно-мелиоративный институт по специальности инженер-гидротехник.
Кандидат технических наук (1975), тема диссертации «Исследование методов эффективного использования сбросных вод на рисовых системах Кубани».
В 1971—1980 годах директор ГПНИИ «Кубаньгипроводхоз». Лауреат Государственной премии СССР 1977 года — за создание крупного воднохозяйственного комплекса на Кубани, увеличившего водообеспеченность в бассейне реки и резкий рост производства риса в Краснодарском крае (Краснодарское водохранилище).
В 1980—1982 зав. отделом строительства Краснодарского крайкома КПСС.
Первый секретарь Сочинского горкома КПСС (1982—1991), председатель Сочинского городского совета (1990—1993), народный депутат РСФСР (1990—1993), член Верховного Совета РФ.
Поднимал вопросы по развитию въездного и внутреннего туризма, строительства нового аэровокзального комплекса, объездной дороги. Инициировал создание учебного института курортного дела и туризма для обучения кадров по туризму и уменьшения оттока молодёжи из Сочи. При поддержке Н. И. Рыжкова в 1989 году институт был открыт.
С 1994 генеральный директор АО «Инкор-Сочи».
С 1997 года представитель администрации Краснодарского края в г. Сочи.
Совместно с В. И. Севастьяновым и Н. И. Карповым инициировал принятие ряда постановлений Правительства и Указов Президента Российской Федерации, в результате которых Сочи получил отдельную строку в бюджете страны и право не уплачивать Федеральные налоги, оставляя их в бюджете города. Один из инициаторов подачи первой заявки на проведение зимних Олимпийских игр в Сочи.
В 2002 году (АО «Инкор-Сочи») по заданию Администрации г. Сочи, под руководством Ю. Н. Полякова, была выполнена НИОКР «Разработка проекта реконструкции систем переработки ТБО в Сочи».
В работе использована технология Института проблем химической физики РАН (Институт проблем химической физики РАН), заключающаяся в термическом процессе переработки «хвостов» ТБО — остатков после сортировки, с получением тепловой энергии при реализации сверхадиабатического режима горения. Предложенный метод позволяет обойтись без свалка и полигонов, так как «хвосты» перерабатываются безотходно.
В 2010 году присвоено звание Почётного профессора СГУТиКД.
Соавтор книг:
- Большой рис Кубани / С. Медунов, Н. Огурцов, Ю. Поляков и др.; Составитель А. Ф. Мурзин. — Краснодар: Кн. Изд-во, 1981. — 254 с.
- Освоение плавней Кубани [Текст] / Б. А. Шумаков, Б. Б. Шумаков, Ю. Н. Поляков. — Москва: Колос, 1976. — 143 с.: ил.; 20 см.
- Экономия воды при возделывании риса. Величко Евгений Борисович, Поляков Юрий Николаевич, Амелин Валерий Павлович. Краснодар Кн. изд-во 1985. 175 с. ил. 21 см